# ایزوپروپامید
ایزوپروپامید (R79) یک داروی آنتی‌کولینرژیک و ماده مخدر با اثر طولانی و درازمدت است. این ماده در درمان زخم گوارشی و سایر بیماری‌های گوارشی شامل بیش‌فعالی اسیدوز دستگاه گوارش) و تحرک بیش از حد استفاده می‌شود. این دارو از نظر شیمیایی، حاوی یک گروه کاتیون آمونیوم نوع چهارم است. این ماده اغلب به عنوان نمک یدید تهیه می‌شود، اما به صورت نمک برومید یا کلرید نیز موجود است. این دارو در سال ۱۹۵۴ در جانسن فارماسیوتیکا کشف شد.